# Sân bay Ouagadougou
Sân bay Ouagadougou (IATA: OUA, ICAO: DFFD) là một sân bay ở trung tâm thành phố Ouagadougou ở Burkina Faso.
Năm 2004, sân bay này phục vụ 241.466 lượt khách (tăng 18,5% so với năm 2003).

## Các hãng hàng không và các tuyến điểm
- Afriqiyah Airways (Bamako, Tripoli)
- Air Algérie (Algiers)
- Air Burkina (Abidjan, Accra, Bamako, Bobo-Dioulasso, Cotonou, Dakar, Lomé, Niamey, Paris-Orly)
- Air France (Niamey, Paris-Charles de Gaulle)
- Air Ivoire (Abidjan, Niamey)
- Air Senegal International (Bamako, Dakar)
- Antrak Air (Accra)
- Compagnie Aérienne du Mali (Abidjan, Bamako, Lome, Niamey,Conackry, Douala, Libreville,Dakar)
- Royal Air Maroc (Casablanca)